# 24 Minutes
24 Minutes (France) ou 24 min. chrono (Québec) (24 Minutes) est le 21e épisode de la saison 18 de la série télévisée d'animation Les Simpson.

## Synopsis
L'épisode commençant par une fausse annonce de précédent épisode, par la présentation du nouveau dispositif de surveillance de l'école, Lisa, la surveillante en chef, voit une inscription sur un bureau vide (Skinner est nul) et apprend par l'un de ses agents que Jimbo, Dolph et Kearney ne sont pas là. Pendant ce temps, à la centrale nucléaire, la sécurité nucléaire intervient à cause d'une intoxication des odeurs et découvre dans le frigo un yoghourt pourri (propriété d'Homer Simpson) qui est envoyé par Mr Burns pour renvoyer le yogourt à sa source. Pendant ce temps à l'école, Bart met sur le mur un mot sur Skinner en ketchup et en moutarde et après avoir essayé de fuir en surfant sur le ketchup et la moutarde, il glisse en salle de retenue. Pendant ce temps, Marge apprend en fouillant dans les poches de Bart en faisant la lessive que l'école organise sa vente de gâteaux annuelle ce jour même et qu'il lui reste moins d'une demi-heure.